# Buchdorf
Buchdorf er en kommune i Landkreis Donau-Ries i Regierungsbezirk Schwaben i den tyske delstat Bayern, med godt 1.600 indbyggere. Den er en del af Verwaltungsgemeinschaft Monheim.
I Kommunen ligger landsbyerne Buchdorf og Baierfeld.